# Darren Gough
Darren Gough MBE (* 18. September 1970 in Barnsley, Yorkshire) ist ein ehemaliger englischer Cricketspieler.
Sein Testdebüt feierte Darren Gough im Juni 1994 gegen Neuseeland in Manchester. Er hat als Bowler in 58 Test Matches 229 Wickets erreicht. Seinen letzten Einsatz bei einem Test hatte er im August 2003 gegen Südafrika. Zudem bestritt er für England 159 One-Day International Spiele, bei denen er insgesamt 235 Wickets erzielte. 2004 gewann er die BBC-Fernsehshow Strictly Come Dancing.